# 翟店大禹庙
翟店大禹庙，位于山西省长治市潞城区翟店镇翟店村，是一处山西省文物保护单位。
2021年8月4日，翟店大禹庙公布为第六批山西省文物保护单位，年代为明、清，古建筑类，编号6-155。